# Châteaubourg, Ille-et-Vilaine
Châteaubourg (tiếng Breton: Kastell-Bourc'h, Gallo: Chastèu-Bórg) là một xã của tỉnh Ille-et-Vilaine, thuộc vùng Bretagne, miền tây bắc nước Pháp.

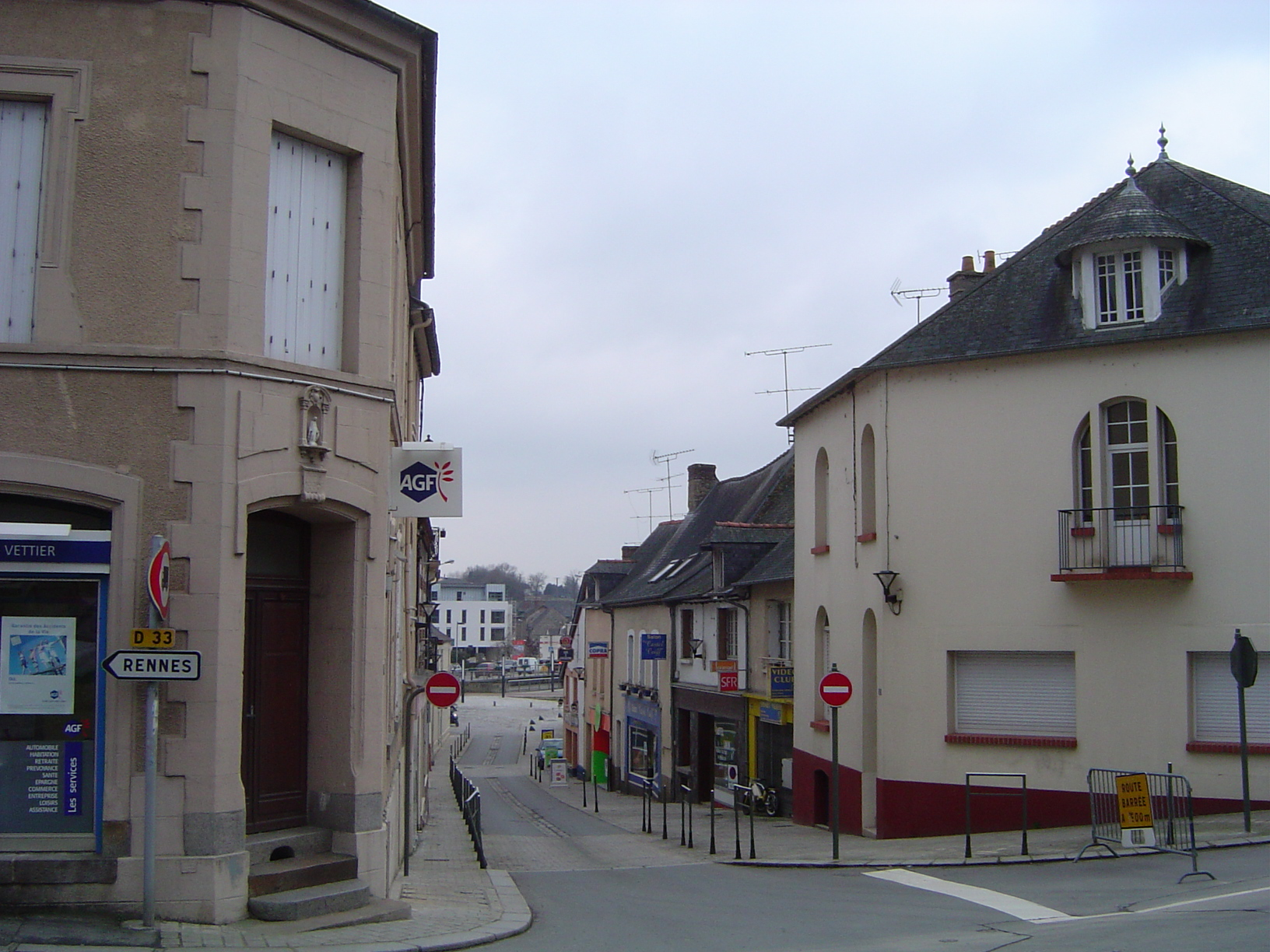
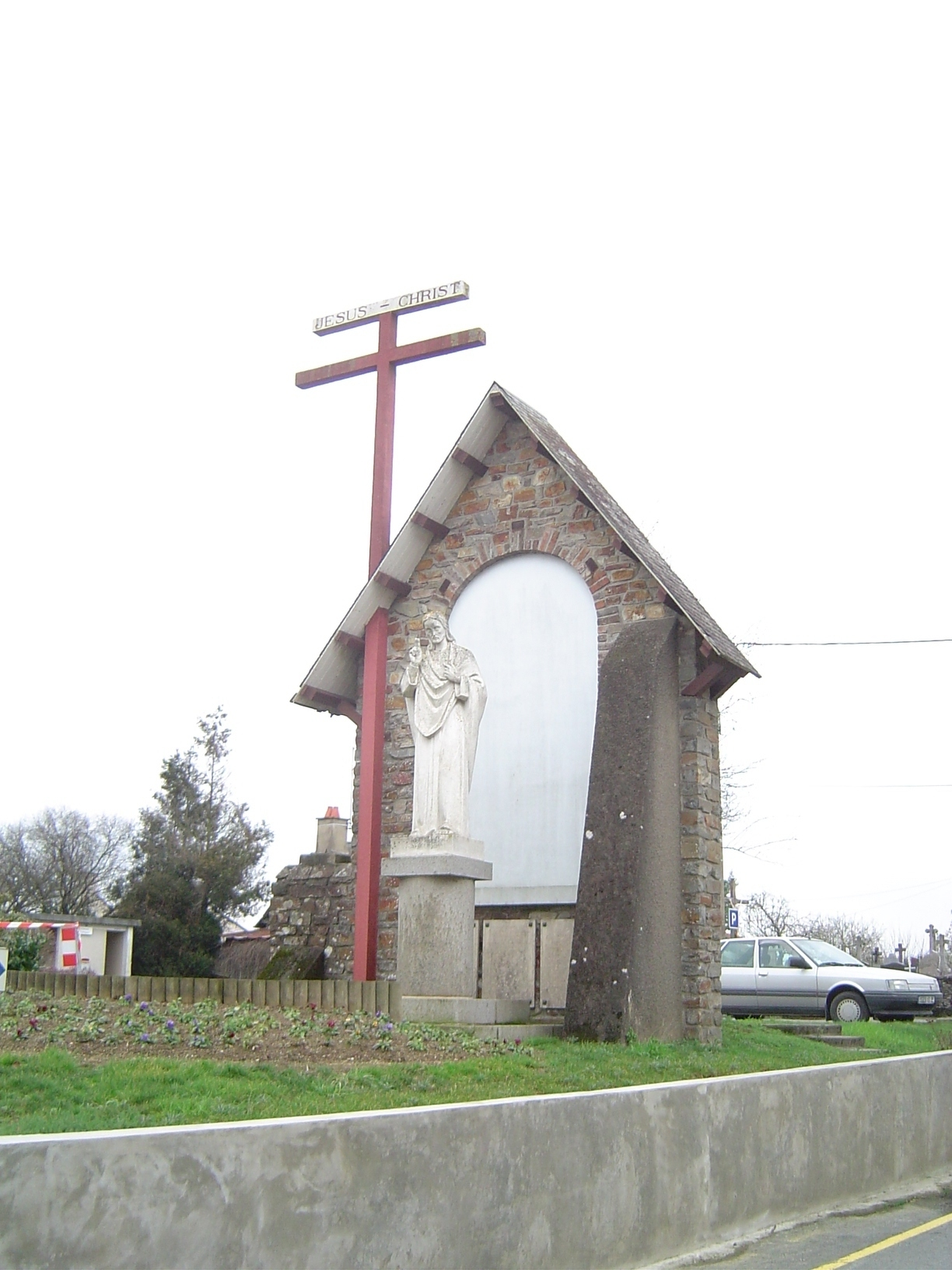
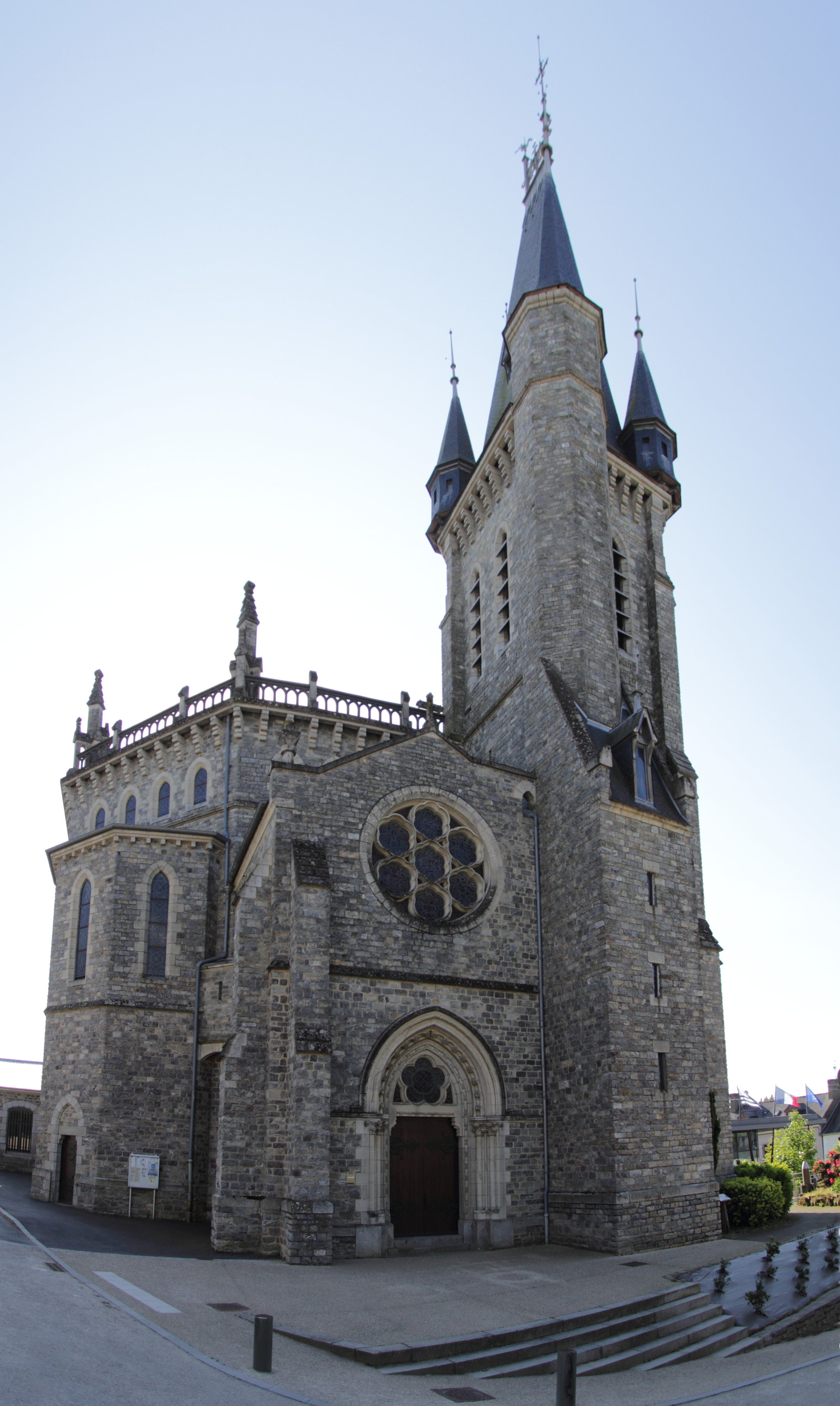
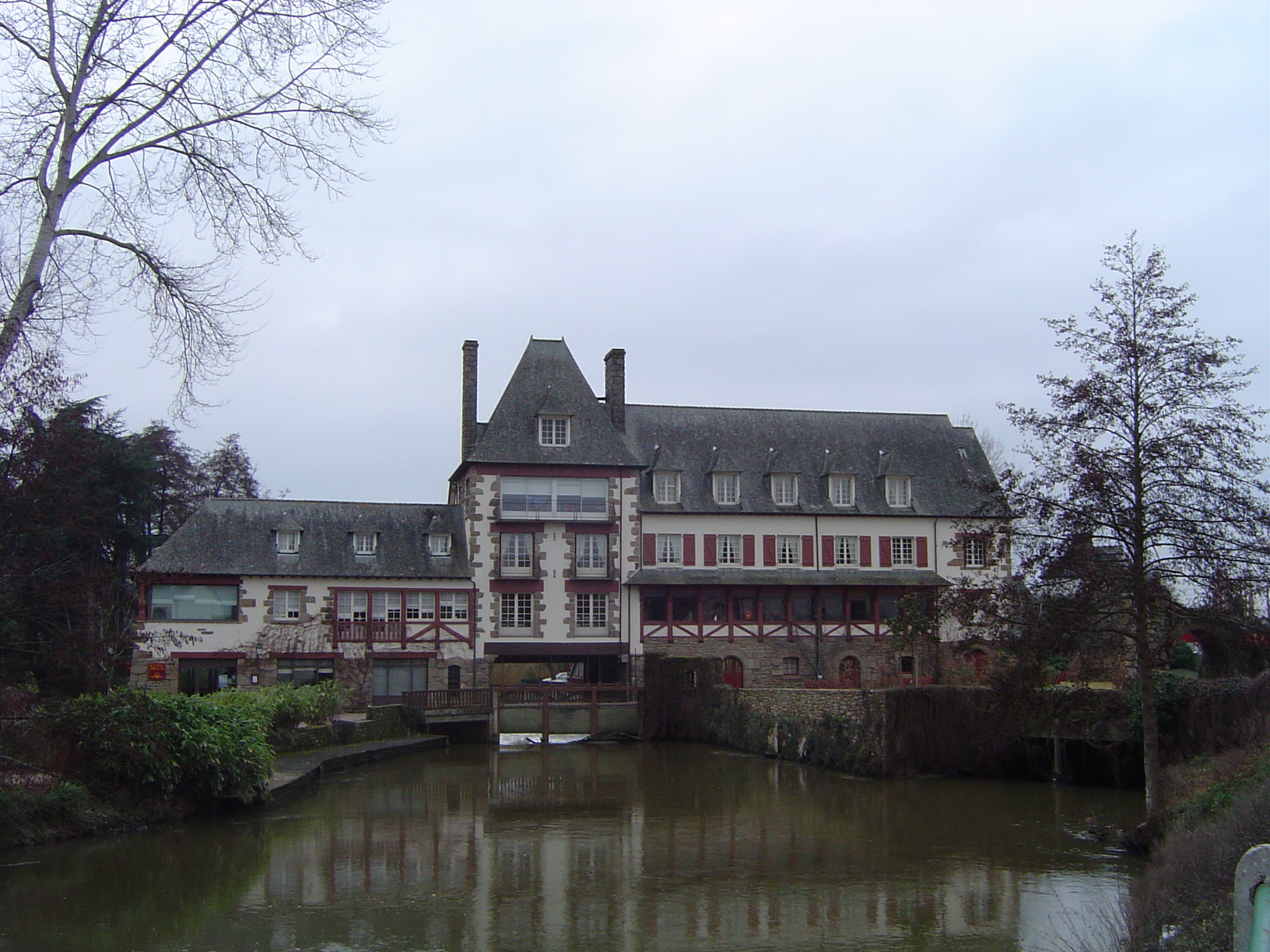
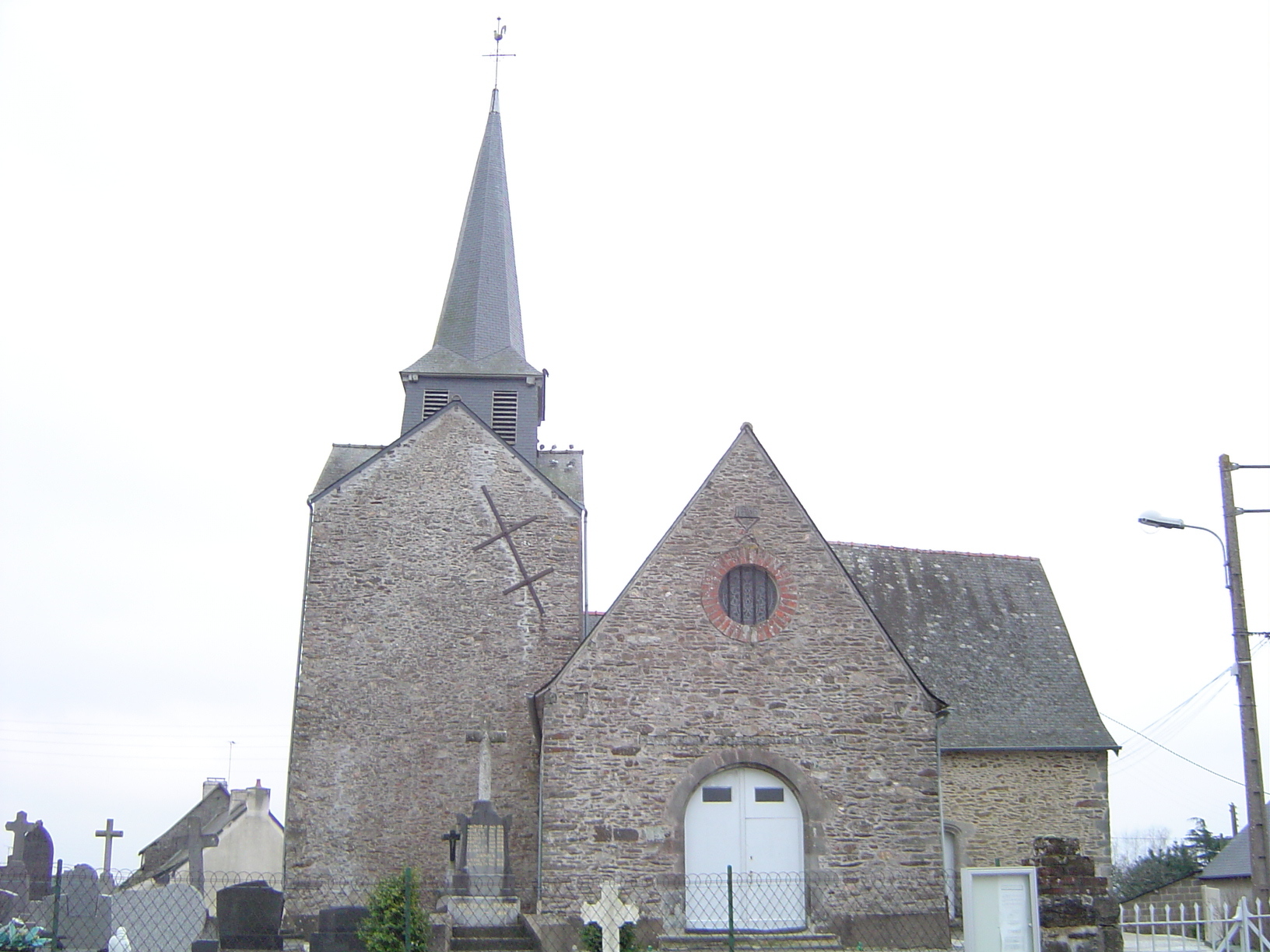

## Dân số
Người dân ở Châteaubourg được gọi là Castelbourgeois.
| Năm | 1962 | 1968 | 1975 | 1982 | 1990 | 1999 | 2006 | 2008  |
| --- | ---- | ---- | ---- | ---- | ---- | ---- | ---- | ----- |
| Dân số | 2352 | 2634 | 2937 | 3526 | 4056 | 4877 | 5691 | 6600* |
| From the year 1962 on: No double counting—residents of multiple communes (e.g. students and military personnel) are counted only once. |      |      |      |      |      |      |      |       |